# キャロル郡 (イリノイ州)
キャロル郡（英: Carroll County）は、アメリカ合衆国イリノイ州の北西部に位置する郡である。2010年国勢調査での人口は15,387人であり、2000年の16,674人から7.7％減少した。郡庁所在地はマウントキャロル（人口1,717人）であり、同郡で人口最大の都市はサバンナ市（人口3,062人）である。

## 歴史
キャロル郡は1839年にジョーデイビース郡から分離して設立された。郡名はアメリカ独立宣言に署名し、1832年に署名者の最後の生き残りとして死亡したカロルトンのチャールズ・キャロルに因んで名付けられた。

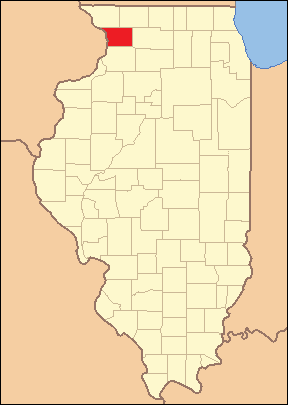
1839年創設時の郡領域、現在まで変化は無い

## 地理
アメリカ合衆国国勢調査局に拠れば、郡域全面積は466.36平方マイル (1,207.9 km2)であり、このうち陸地444.81平方マイル (1,152.1 km2)、水域は21.55平方マイル (55.8 km2)で水域率は4.62％である。
ミシシッピ・パリセイド州立公園が郡内サバンナ市の直ぐ北にある。サバンナ陸軍補給敞が郡内に一部入っている。

### 主要高規格道路
- アメリカ国道52号線
- イリノイ州道40号線
- イリノイ州道64号線
- イリノイ州道72号線
- イリノイ州道73号線
- イリノイ州道78号線
- イリノイ州道84号線

### 隣接する郡
- スティーブンソン郡 - 北東
- オーグル郡 - 東
- ホワイトサイド郡 - 南
- クリントン郡 (アイオワ州) - 南西、ミシシッピ川の対岸
- ジャクソン郡 (アイオワ州) - 西、ミシシッピ川の対岸
- ジョーデイビース郡 - 北西

## 気候と気象
近年、郡庁所在地であるマウントキャロル市の平均気温は1月の7°F (-14 ℃) から7月の85°F (29 ℃) まで変化している。過去最低気温は1910年1月に記録された-31°F (-35 ℃) であり、過去最高気温は1936年7月に記録された108°F (42 ℃) である。月間降水量は2月の1.43インチ (36 mm) から6月の4.77インチ (121 mm) まで変化している。

### 国立保護地域
- ミシシッピ川上流国立野生生物魚類保護区（部分）

## 人口動態

2000人口ピラミッド

以下は2000年国勢調査による人口統計データである。
| 基礎データ - 人口: 16,674人 - 世帯数: 6,794 世帯 - 家族数: 4,681 家族 - 人口密度: 14人/km2（38人/mi2） - 住居数: 7,945軒 - 住居密度: 7軒/km2（18軒/mi2） 人種別人口構成 - 白人: 96.94% - アフリカン・アメリカン: 0.55% - ネイティブ・アメリカン: 0.24% - アジア人: 0.41% - 太平洋諸島系: 0.03% - その他の人種: 0.82% - 混血: 1.02% - ヒスパニック・ラテン系: 2.04% 先祖による構成 - ドイツ系：42.4％ - アメリカ人：10.7％ - アイルランド系：9.8％ - イギリス系：7.6％ - オランダ系：5.0％ 言語による構成 - 英語：97.3％ - スペイン語：1.5％ | 年齢別人口構成 - 18歳未満: 24.3% - 18-24歳: 6.6% - 25-44歳: 25.4% - 45-64歳: 24.5% - 65歳以上: 19.3% - 年齢の中央値: 41歳 - 性比（女性100人あたり男性の人口） - 総人口: 97.8 - 18歳以上: 95.1 世帯と家族（対世帯数） - 18歳未満の子供がいる: 28.9% - 結婚・同居している夫婦: 58.4% - 未婚・離婚・死別女性が世帯主: 7.4% - 非家族世帯: 31.1% - 単身世帯: 27.3% - 65歳以上の老人1人暮らし: 13.9% - 平均構成人数 - 世帯: 2.42人 - 家族: 2.93人 収入と家計 - 収入の中央値 - 世帯: 37,148米ドル - 家族: 43,685米ドル - 性別 - 男性: 31,318米ドル - 女性: 21,753米ドル - 人口1人あたり収入: 18,688米ドル - 貧困線以下 - 対人口: 9.6% - 対家族数: 7.4% - 18歳未満: 13.3% - 65歳以上: 5.9% |

## 郡区
キャロル郡は下記12の郡区に分割されている。
| - チェリーグローブ・シャノン - エルクホーングローブ - フェアヘイブン - フリーダム - マウントキャロル - ロッククリーク・リマ | - セイラム - サバンナ - ワシントン - ウッドランド - ワイソックス - ヨーク |

## 都市と村

### 都市
- ラナーク
- マウントキャロル - 郡庁所在地
- サバンナ

### 村
- ミレッジビル
- チャドウィック
- シャノン
- トムソン

## 教育学区
- チャドウィック・ミレッジビル・コミュニティ教育学区399
- イーストランド・コミュニティ・ユニット教育学区308[6]
- パールシティ・コミュニティ・ユニット教育学区200
- ウェストキャロル・コミュニティ・ユニット教育学区314

## 選挙区
- アメリカ合衆国下院議員イリノイ州第16選挙区
- イリノイ州下院第71選挙区
- イリノイ州下院第89選挙区
- イリノイ州上院第36選挙区
- イリノイ州上院第45選挙区